# Лагерштетт

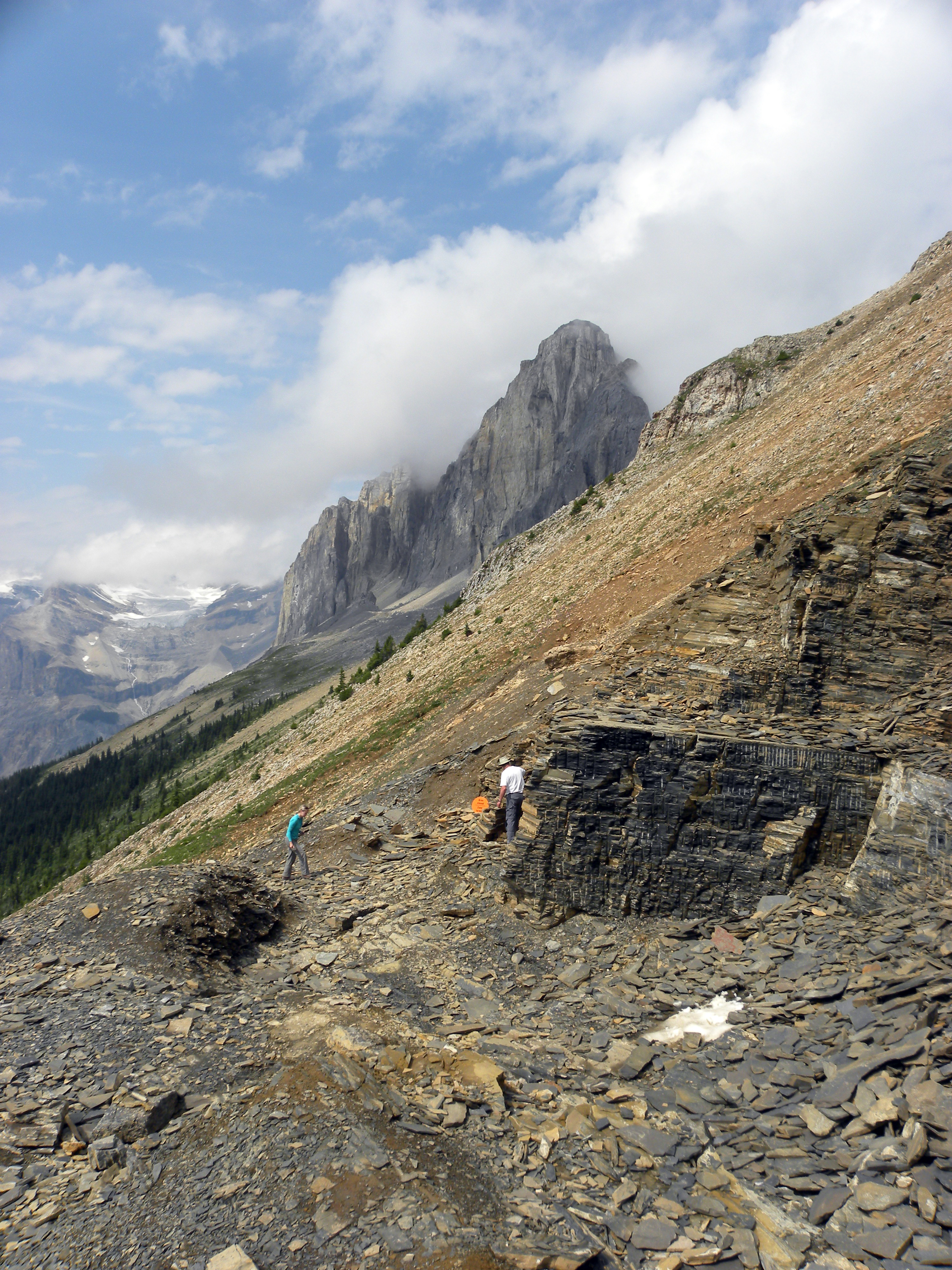
Сланці Берджес в Канаді

Лагерштетт (нім. Lagerstätte) — особливий тип поховання скам'янілостей, як правило, у великій кількості, де завдяки особливим умовам зберігаються не лише тверді частини скелетних форм, але також і відбитки м'яких тканин. Цей тип поховань є результатом каркасного поховання у безкисневому середовищі з мінімальною кількістю бактерій, що затримує процеси розкладання. Лагерштетти відомі починаючи з неопротерозойської епохи й до теперішнього часу. Характерні приклади — Зольнхофенський вапняк у Німеччині, Монте-Болька у Італії або сланці Берджес в Канаді.

## Типи
Виділяють два типи лагерштеттів:
- Konzentrat-Lagerstätten — поховання скам'янілостей з особливою «концентрацією» розчленованих органічних твердих решток, таких як кістки. Часто цей тип поховань представлений співтовариствами, такими як коралові рифи або раковини молюсків.
- Konservat-Lagerstätten — поховання скам'янілостей з високим збереженням відбитків м'яких тканин викопних організмів.